# ژان رنار
ژان رنار (به فرانسوی: Jean Renart) نویسنده قرن دوازدهم میلادی اهل فرانسه است.